# Derrioides
Derrioides is een geslacht van vlinders van de familie spanners (Geometridae), uit de onderfamilie Ennominae.

## Soorten
- D. cnephaeogramma Prout, 1938
- D. hypenissa Butler, 1875
- D. villaria Felder, 1874